# Ілясевич Ярослав Михайлович
Ярослав Михайлович Ілясе́вич (нар. 14 вересня 1940, с. Артасів на Львівщині — 11 січня 2016) — український політик та громадський діяч, народний депутат України 2-го скликання, член Української Національної Асамблеї (УНА) та начальник штабу Львівської крайової команди УНСО.

## Біографія
1958 закінчив технікум[джерело?].
Вищу освіту отримав у Таджицькому державному університеті за спеціальністю вчитель російської мови та літератури[джерело?].
Під час навчання в технікумі та університеті, працював у різних організаціях Львова та Душанбе (слюсарем, конторщиком, сторожем, помічником машиніста, машиністом тепловоза)[джерело?].
Після закінчення технікуму працював слюсарем, черговим електротехніком, диспетчером, гірничим майстром-начальником зміни на Просянівському комбінаті вогнетривких виробів. По закінченню університету працював в комсомольських, партійних та радянських органах в місті Душанбе[джерело?].
Після повернення на батьківщину працював слюсарем з ремонту автомобілів на авторемонтному заводі № 28 Міністерства оборони та товарним оператором на Львівському підприємстві із забезпечення нафтопродуктами[джерело?].

## Політична діяльність
11 травня 1994 по 12 травня 1998 — депутат Верховної Ради України, обраний народним депутатом України по Яворівському (Львівська область) виборчому округу N 282, член Комітету з питань оборони та національної безпеки.
Разом з іншими депутатами від УНА-УНСО був автором 78 поправок та пропозицій до тексту Основного закону. Усі три представники УНА-УНСО у Верховній Раді (Олег Вітович, Юрій Тима, Ярослав Ілясевич) голосували за збереження Україною статусу ядерної держави.
Входив до складу комісії парламенту із розробки проекту Закону України «Про місцеве самоврядування». Під час саміту НАТО в Будапешті добився щоб Україна отримала компенсацію за втрати понесені нашою державою під час війни в Югославії.
29 жовтня 1994 в Києві на з'їзі УНА обраний до складу виконкому організації.
Народний депутат України Ярослав Ілясевич звертався до відповідних наукових інстанцій з листом, у якому стверджував, що дисертація пана Табачника захищена з грубими порушеннями положення «Про порядок присудження наукових ступенів і присвоєння вчених звань».

## Громадська діяльність
Під час путчу ДКНС вступив рядовим стрільцем до Української народної самооборони і невдовзі став начальником штабу Львівської крайової команди УНСО[джерело?]. За його активної роботи були створені підрозділи УНСО на Львівщині, Закарпатті, Буковині. Також він був причетний до організації вивезення дітей із Придністров'я та розміщення в піонерських таборах на Львівщині під час Придністровського конфлікту[джерело?].
Забезпечив необхідну медичну допомогу та лікування поранених бійців УНСО[джерело?].
Ініціював створення Асоціації співробітників спецслужб України[джерело?].